# Achères-la-Forêt
Achères-la-Forêt település Franciaországban, Seine-et-Marne megyében. Lakosainak száma 1183 fő (2022. január 1.). Achères-la-Forêt Noisy-sur-École, Ury, Le Vaudoué, La Chapelle-la-Reine és Fontainebleau községekkel határos.

## Népesség
A település népességének változása:
| Lakosok száma | 1201 | 1154 | 1159 | 1125 | 1134 | 1142 | 1151 | 1154 | 1183 |
|               | 2013 | 2015 | 2016 | 2017 | 2018 | 2019 | 2020 | 2021 | 2022 |